# Cornelia Clapp
Cornelia Maria Clapp (17 de marzo de 1849 - 31 de diciembre de 1934) fue una zoóloga, ictióloga y académica estadounidense especializada en biología marina. Nació en Montague, Massachusetts, siendo la primera hija de dos maestros y fue considerada una de los mejores zoólogos de Estados Unidos de su época.
Clapp asistió a la Universidad de Siracusa y a la Universidad de Chicago, obteniendo el primer y segundo Ph.B (Bachelor of Philosophy) en ser otorgados a una mujer en Estados Unidos, en 1888 y 1896, respectivamente. El laboratorio Cornelia Clapp de Mount Holyoke College, construido en 1924 para las clases de biología, fue nombrado en su honor.

## Educación y carrera
Clapp completó el equivalente de un programa de grado en Mount Holyoke Female Seminary (precursor de lo que hoy es Mount Holyoke College) en 1871 antes de pasar un año enseñando latín en internados de varones en Andalusia, Pensilvania.
Regresó a Mount Holyoke en 1872, enseñando matemáticas e historia natural antes de convertirse en la instructora de gimnasia desde 1876 a 1891.
Clapp continuó sus extensos estudios de posgrado en la Escuela de Historia Natural de Louis Agassiz en Penikese Island, Buzzard's Bay, Massachusetts. Adoptó la máxima de Agassiz: "¡estudia la naturaleza, no los libros!" y la aplicó a su propia enseñanza.
Junto con otros entomólogos de Nueva Inglaterra, Clapp recolectó insectos de las Montañas Blancas (Nuevo Hampshire) en el verano de 1875 y de los estados del Atlántico medio en 1877 (los sitios incluyeron la estación marina de la Universidad Johns Hopkins en Beaufort y el Instituto Smithsoniano en Washington).
Clapp también completó estudios breves sobre embriones de pollitos y sobre lombrices en el Instituto Tecnológico de Massachusetts bajo la conducción de W.T. Sedgwick y en la Universidad Williams a principios de la década de 1880. Empezando en 1888, Clapp estuvo afiliada con el Laboratorio Biológico Marino de Woods Hole, Massachusetts, donde condujo investigaciones y luego se convirtió en docente y administradora. Su disertación doctoral sobre peces sapo fue publicada en Journal of Morphology en 1889.
Cuando Mount Holyoke hizo la transición de seminario a universidad en 1888, Clapp tomó una licencia de tres años para obtener un doctorado en la Universidad de Chicago. Al regresar a Mount Holyoke, ayudó a organizar el departamento de zoología y, en 1904, fue nombrada profesora de zoología. A pesar de ser conocida principalmente como educadora y de no ser autora de muchas publicaciones científicas, fue nombrada en 1906 como una de los 150 zoólogos más importantes de Estados Unidos por la revista científica American Man of Science'.

## Legado
En una época en que el mundo de la ciencia comenzaba a abrirse para las mujeres, la influencia de Cornelia Clapp como maestra fue importante y duradera. Aunque publicó poco durante su carrera, su mayor influencia fue divulgar el conocimiento científico y darle oportunidades a las mujeres mediante la educación.
Su método de enseñanza directa puede sentirse en la experiencia de Louise Baird Wallace, quien llegó a Mount Holyoke en 1891. El director de su escuela en Ohio le dijo: "Debes estudiar con la Dra. Clapp. Ella tiene sapos vivos en tanques". Sobre Clapp, Louise escribió "Vine, vi; ella conquistó. Sentí en ese momento y he sentido desde entonces que nunca había estado completamente viva hasta que no la conocí.”

## Algunas publicaciones
- Manual of gymnastics : prepared for the use of the students of Mt. Holyoke Seminary. Beacon Press, Boston 1883; nueva edición: Cambridge Scholars Publishing, Cambridge 2010, ISBN 1-154-57892-5